# 조각가자리 은하
조각가자리 은하(Sculptor galaxy)는 지구에서 약 780~820만 광년 떨어져 있는 Sab형 나선 은하이다. NGC 목록으로는 NGC 253의 번호를 받았으며, 간혹 조각가자리 소우주라고도 한다. 이 은하는 폭발적 항성생성 은하로 분류되는데, 이는 NGC 253에서는 항성들이 활발하게 태어나고 있다는 의미이다.

## 같이 보기
- 수레바퀴 은하